# Halvmakier
Halvmakier eller bambulemurer (Hapalemur) är ett släkte i familjen lemurer som i sin tur tillhör ordningen primater. I släktet finns sex arter.

## Kännetecken
Arterna i släktet är de minsta i familjen. De når en kroppslängd mellan 26 och 45 centimeter och därtill kommer en 24 till 56 centimeter lång svans. Vikten varierar mellan 0,7 och 2,5 kilogram. De bakre extremiteterna är något längre och förbättrar individernas förmåga att hoppa. Pälsens färg på ovansidan är inte påfallande och vanligen brun eller grå, ibland med gula, röda eller gröna nyanser. Undersidan är täckt av ljusgrå, gulaktig eller vitaktig päls. På det runda huvudet sitter små avrundade öron. I motsats till flera andra lemurer är nosen kort och bred.

## Utbredning och habitat
Halvmakier förekommer liksom alla andra lemurer bara på Madagaskar. De lever främst i öns nordvästra, nordöstra och östra delar. Habitatet utgörs av torra skogar eller regnskogar och flera arter är bunden till bambu.  Arten Hapalemur alaotrensis lever vid strandlinjen av sjön Alaotra och äter bland annat bladvass.

## Levnadssätt
Dessa lemurer är vanligen aktiva i skymningen och gryningen men de kan även vara aktiva på dagen. De vistas ofta i träd men syns även på marken. Bland grenarna hoppar de ofta, bara Hapalemur alaotrensis går huvudsakligen på fyra extremiteter.
De lever i grupper av tre till fem individer som troligen är familjer. Gruppen består av en hanne, en eller två honor och några ungdjur. För att kommunicera har de olika läten.
Födan utgörs för de flesta arterna främst av bambu. Dessutom äter de andra växtdelar som blommor, blad och knoppar. Arterna har en stor blindtarm som innehåller många mikroorganismer som hjälper vid nedbrytningen av cellulosa.
Dräktigheten varar i 135 till 150 dagar och sedan föds mellan september och december en till två ungar. Honan sluter efter cirka fyra månader med digivning (när tillgången till födan är högst) och ungarna är efter ungefär två år könsmogna. Ett exemplar i fångenskap levde 17 år.

## Hot
Som naturliga fiender kan nämnas fossa, rovfåglar, ugglor och större ormar. Det största hotet utgörs däremot av människan samt införda hundar och katter. Beståndet minskar på grund av jakt och förstöringen av levnadsområdet. Flera arter listas av IUCN som sårbara eller starkt hotade och Hapalemur alaotrensis listas som akut hotad.

## Arterna
Enligt Mittermeier et. al. finns 6 arter i släktet:
- Hapalemur griseus
  - Hapalemur griseus gilberti, ibland som art, Hapalemur gilberti
- Hapalemur meridionalis
- Hapalemur occidentalis
- Alaotralemur (Hapalemur alaotrensis)
- Hapalemur aureus

De fyra förstnämnda arterna listades tidigare som en art. Hapalemur gilberti beskrevs så sent som 2007. Den godkänns inte av IUCN utan infogas där som underart i Hapalemur griseus.
Den stora bambulemuren som tidigare räknades till släktet listas idag i ett eget släkte, Prolemur.